# Mwa Lukoji Kapinga
 (août 2023).
Mwa Lukoji Kapinga, née le 30 avril 1966 à Lubumbashi dans le Haut-Katanga, est une joueuse congolaise (RDC) de basket-ball. En 1998, elle participe au championnat du monde féminin de basket-ball en Allemagne avec l'équipe nationale de basketball.